# Grecja na Letnich Igrzyskach Olimpijskich Młodzieży 2010
Grecję na Letnich Igrzyskach Olimpijskich Młodzieży 2010 w Singapurze reprezentowało 28 sportowców w 9 dyscyplinach.

## Skład kadry

### Boks
- Alexios Zarntiasvili

### Gimnastyka

#### Gimnastyka artystyczna
- Nikola Iliopoulos
- Elisavet Tsakou

#### Gimnastyka na trampolinie
- Apostolos Koutavas

### Judo
- Alexios Ntanatsidis

### Koszykówka
Chłopcy:
- Spyridon Panagiotaras
- Emmanuel Tselenitakis
- Theodoros Tsiloulis
- Lampros Vlachos

### Lekkoatletyka
- Aikaterini Berdousi
- T. Chrysanthopoulos
- Petros Evangelakos
- Nektarios Fylladitakis
- Agapi Proskynitopoulou
- Evangelia Psaraki
- Dimitrios Senikidis
- Aikaterini Theodoropoulou
- Nikolaos Tsiokos
- Alexandra Zagora

### Łucznictwo
- Zoi Paraskevopoulou

### Pływanie
- Ioannis Karpouzlis
- Panagiotis Samilidis
- Maria Georgia Michalaka

### Wioślarstwo
- Michalis Nastopoulos i Apostolos Lampridis  srebrny medal
- Eleni Diamanti i Lydia Ntalamagka  brązowy medal

### Żeglarstwo
- Efstratios Doukas